# Dysimia maculata
Dysimia maculata är en insektsart som beskrevs av Frederick Arthur Godfrey Muir 1924. Dysimia maculata ingår i släktet Dysimia och familjen Derbidae. Inga underarter finns listade i Catalogue of Life.